# Vöcsökfélék

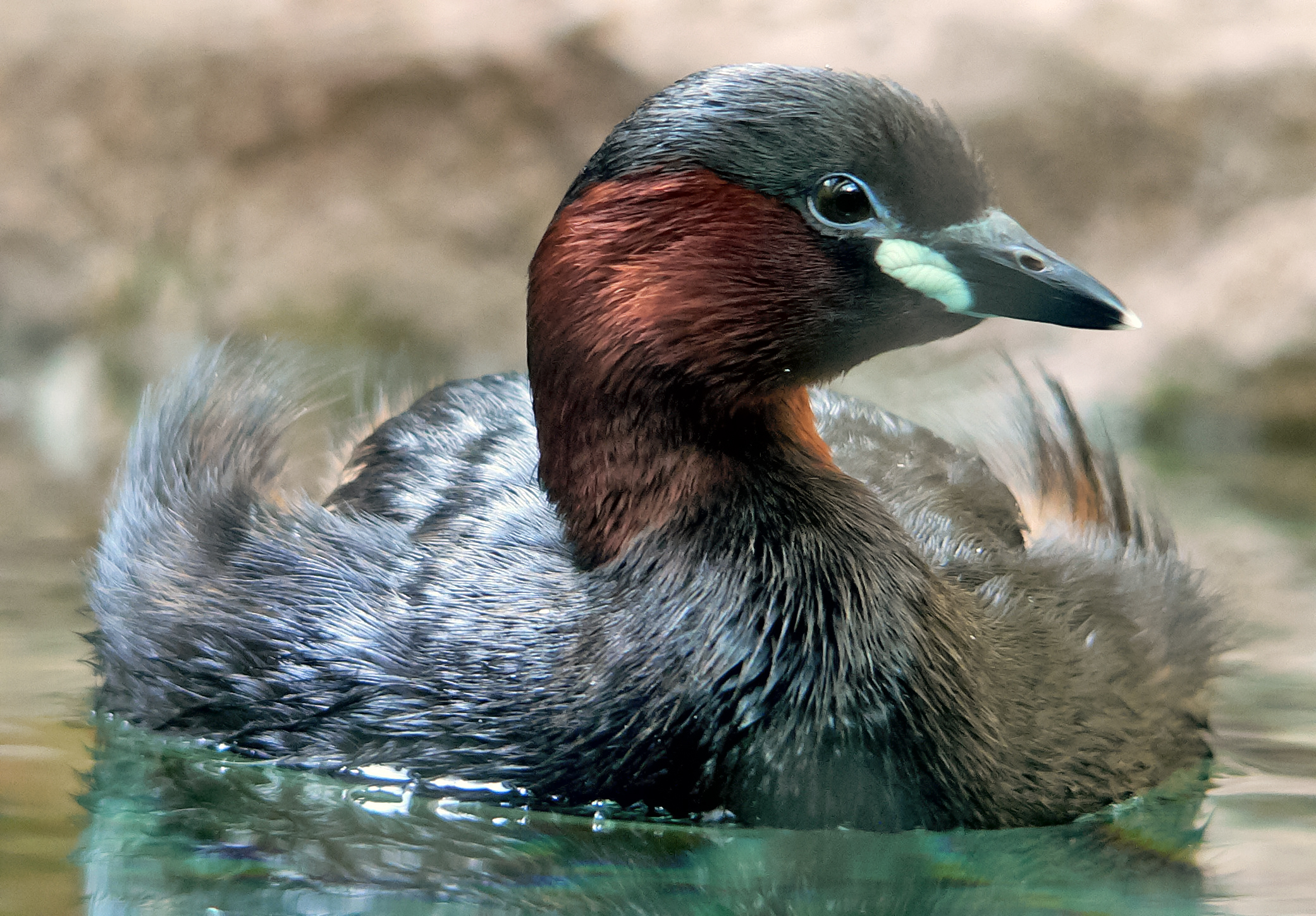
Kis vöcsök (Tachybaptus ruficollis)

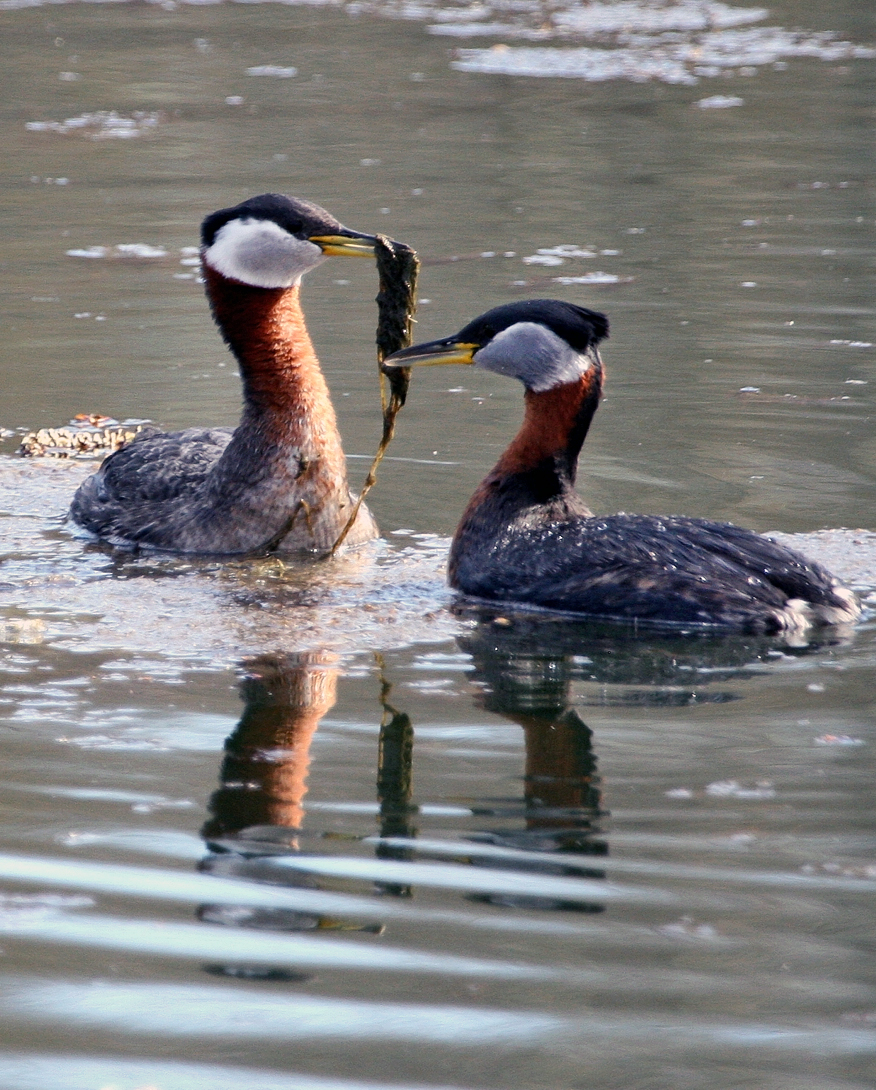
Vörösnyakú vöcsök (Podiceps griseigena)

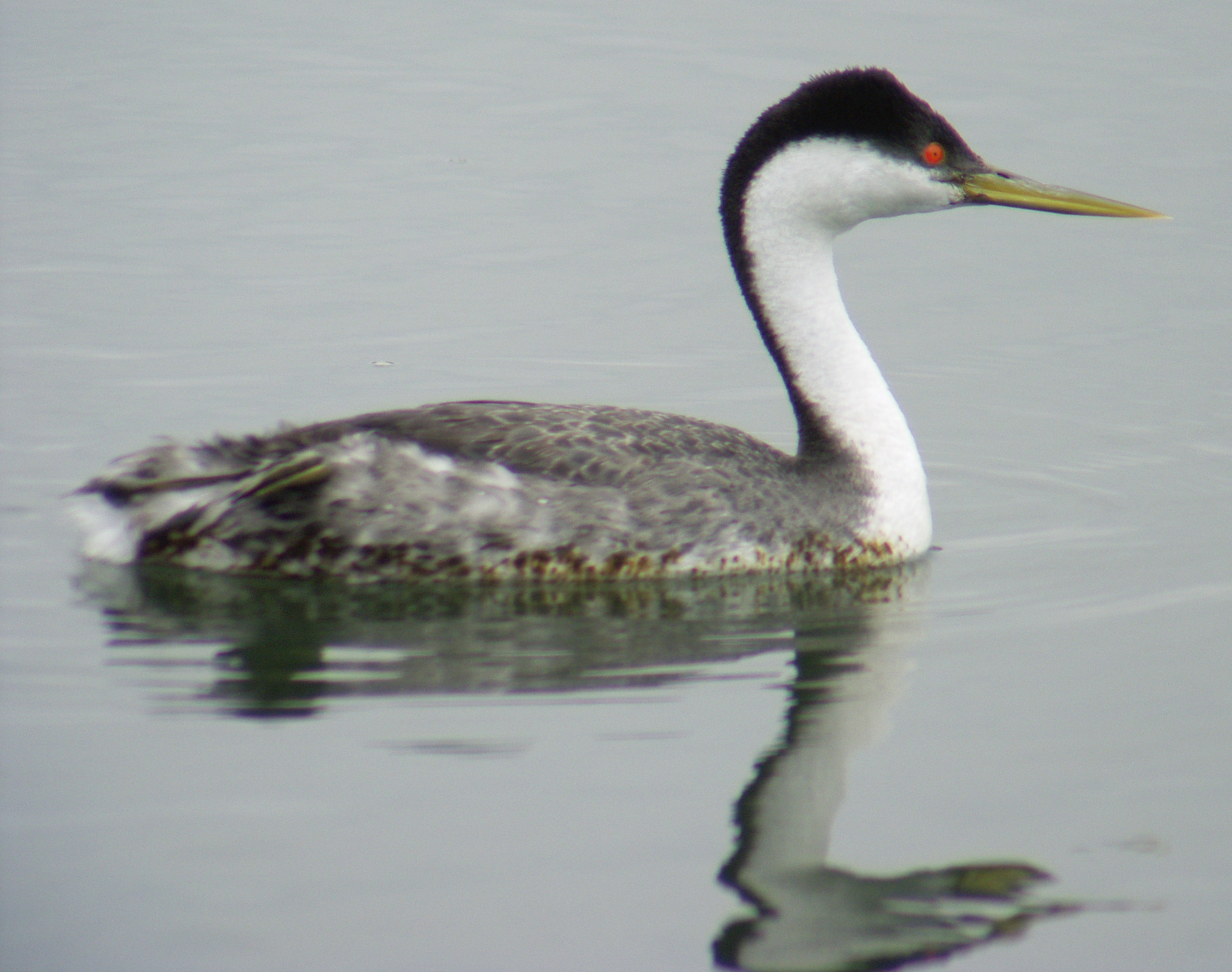
nyugati vöcsök (Aechmophorus occidentalis)

A vöcsökfélék (Podicipedidae) a madarak osztályának vöcsökalakúak (Podicipediformes) rendjének egyetlen családja.
6 nem és 22 faj tartozik a családba.
A Sibley–Ahlquist-féle madárrendszertan szerint a gólyaalakúakhoz tartozik.

## Előfordulásuk
A vöcsökfélék szinte minden kontinensen megtalálhatóak, kivéve az Antarktiszt.
Különösen kedvelik a sekély, homokos aljú tavakat, ahol nincs áramlás. Kevésbé gyakran lehet látni lassú folyású folyóknál is.
A szaporodási időszakban egyes fajok láthatók a tengeren is. Több faj is kimerészkedik a tengerre, de nem mennek távol a parttól.

## Megjelenésük
Legjobban a búvárfélékre hasonlítanak. Lábuk hátul ízesül, így törzsüket nagyjából függőlegesen tartják.

## Életmódjuk
Úszó és bukó madarak. Nappali madarak, de néha éjjel is aktívak. A legtöbb faj magányosan vagy párban él. Télen általában kisebb csapatokban vannak. Vízi rovarokkal és halakkal táplálkoznak. A búvárkodás során néha a madarak egész teste a víz alá kerül; ugrásukkal minél meredekebb szögben buknak a víz alá, annál mélyebbre jutnak. A nagyobb fajok általában 10–40 másodpercig maradnak víz alatt, de képesek 1-2 percig is, legfeljebb 3 percig. A kisebb fajok kevesebb ideig maradnak a víz alatt. A mélység általában 1–4 méter.
|  |

## Szaporodásuk
A szaporodási időszakukban monogám párokat alkotnak. A Podisceps nembe tartozó legtöbb faj általában násztánccal hódítja el párját. A fészekrakás a szárazföldön történik, de a vízparton. A fészket mindkét szülő készíti vízinövényekből, ágakból  és levelekből. A fészkek átmérője 30–50 centiméter, nagyon ritka esetben akár egy méter is, de ez függ a körülményektől és az építőanyag mennyiségétől. A fészekaljuk általában 2–7 tojásból áll. Egy évben maximum három fészekalj van, de általában egy vagy kettő. A tojásokon mindegyik szülő kotlik, a kotlás időtartama általában 20–30 nap. A fiatalokra jellemző a csíkos mintázatú tollazat. Mikor hideg a víz, a szülők általában a hátukon szállítják a fiókáikat.

## A vöcsökfélék és az ember
Mivel a tolluk a 19. században igen népszerű lett, elkezdték vadászni őket, így számuk csökkent. Ám a 20. században a védelmükre keltek, és a számuk ismét megnövekedett. Napjainkban a madarakat veszélyezteti a vizek szennyezése és a hajók.
Az emberi tevékenység más módon is veszélyezteti a madarakat: a mesterséges világítás miatt szilárd felületeket nézhetnek vízfelszínnek, és ily módon bukórepülés közben összetörik magukat.

## Rendszerezés
A vöcsökalakúak rendjébe egyedül a vöcsökfélék családja tartozik, amely az alábbi nemeket és fajokat foglalja magában:
- Rollandia  (Bonaparte, 1856) – 2 faj
  - Rolland-vöcsök (Rollandia rolland)
  - Titicaca-vöcsök (Rollandia microptera)

- Tachybaptus  (Reichenbach, 1853) – 6 faj
  - Alaotra-vöcsök (Tachybaptus rufolavatus) – kihalt
  - kis vöcsök (Tachybaptus ruficollis)
  - Tachybaptus tricolor
  - vöröspofájú vöcsök (Tachybaptus novaehollandiae)
  - madagaszkári vöcsök (Tachybaptus pelzelnii)
  - törpevöcsök (Tachybaptus dominicus)

- Podilymbus  (Lesson, 1831) – 2 faj
  - óriásvöcsök (Podilymbus gigas) – kihalt
  - gyűrűscsőrű vöcsök vagy szalagos vöcsök  (Podilymbus podiceps)

- Poliocephalus  (Selby, 1840) – 2 faj
  - deresfejű vöcsök (Poliocephalus poliocephalus)
  - maori vöcsök (Poliocephalus rufopectus)

- Podiceps  (Latham, 1787) – 9 faj
  - vörösnyakú vöcsök (Podiceps griseigena)
  - búbos vöcsök (Podiceps cristatus)
  - füles vöcsök (Podiceps auritus)
  - feketenyakú vöcsök (Podiceps nigricollis)
  - andoki vöcsök vagy kolumbiai vöcsök  (Podiceps andinus) – kihalt
  - nagy vöcsök (Podiceps major)
  - ezüstvöcsök (Podiceps occipitalis)
  - Junin-vöcsök (Podiceps taczanowskii)
  - csuklyás vöcsök vagy dolmányos vöcsök  (Podiceps gallardoi)

- Aechmophorus  (Coues, 1862) – 2 faj
  - nyugati vöcsök (Aechmophorus occidentalis)
  - fehérarcú vöcsök (Aechmophorus clarkii)

## Fordítás
- Ez a szócikk részben vagy egészben  a   Lappentaucher című német Wikipédia-szócikk fordításán alapul.  Az eredeti cikk szerkesztőit annak laptörténete sorolja fel. Ez a jelzés csupán a megfogalmazás eredetét és a szerzői jogokat jelzi, nem szolgál a cikkben szereplő információk forrásmegjelöléseként.

## Külső hivatkozás
- Képek az interneten a családhoz tartozó fajokról